# Geschichte der Wochenschau in Österreich
Die Geschichte der Wochenschau in Österreich beginnt im Jahr 1911, als die Wiener Kunstfilm erstmals regelmäßig wöchentlich neue Berichte aus Wien und anderen Teilen der Österreichisch-Ungarischen Monarchie brachte. Man trat hierbei in Konkurrenz zu den marktbeherrschenden französischen Filmgesellschaften, die bereits seit Jahren in Österreich als Vertriebsniederlassungen aber auch als Wochenschauproduzenten tätig waren.

## Geschichte
Die ersten österreichischen Wochenschauberichte wurden von französischen Filmgesellschaften gedreht, die rasch die internationalen Märkte eroberten. 1904 eröffnete die Pathé Frères eine Niederlassung in Wien und begann sowohl mit der Herstellung von Wochenschauberichten vor Ort als auch mit dem Vertrieb eigener, in Frankreich hergestellter Wochenschauen und Kurzspielfilmproduktionen. 1908 folgten Gaumont und 1909 die Société Eclair. Sie bereiteten der ab 1910 einsetzenden regelmäßigen Filmproduktion Österreichs noch bis zum Ausbruch des Ersten Weltkriegs im Wochenschaubereich große Konkurrenz.
Um gegen die vorwiegend französische Konkurrenz bestehen zu können, versuchte die Wiener Kunstfilm durch besonders viele und aktuelle Berichte die Leute in die Kinos zu locken. Darunter waren Ereignisse wie der Stapellauf des k.u.k.-Kriegsmarine-Schlachtschiffs SMS Zrinyi im Hafen von Triest und die Flugwoche am Flugfeld Wiener Neustadt – damals einer der größten Flughäfen der Welt in der jungen Luftfahrtsgeschichte. Auch die beliebte Wiener Badeinsel Gänsehäufel und der Wiener Prater sowie Skiveranstaltungen, der Semmering im Winter, die Plitwitzer Seen, die Brandkatastrophe Wien-Nordbahnhof am 29. Juli 1911, Städtebilder von Krakau, Mariazell, Prag wurden verfilmt und in die Wiener Kinos gebracht. Mit Typen und Szenen aus dem Wiener Volksleben erschien 1911 auch einer der ersten Dokumentarfilme, ein Genre, das aufgrund seines dokumentarischen Zwecks eng mit der Wochenschauberichterstattung verbunden ist. Bis zur Gründung der Sascha-Film 1912 blieb die Erste österreichische Kinofilms-Industrie führender österreichischer Produzent von Wochenschauberichten, Dokumentationen und Spielfilmen.
Einige später sehr erfolgreiche Filmschaffende begannen noch vor dem Ersten Weltkrieg ihre Karriere als Kameramann bei Wochenschauen. Neben Mitarbeitern der beiden bereits genannten Unternehmen waren dies etwa Hans Theyer, Eduard Hoesch und Franz Planer.

### Im Ersten Weltkrieg
Mit Beginn des Ersten Weltkriegs waren zahlreiche Staaten und deren Angehörige plötzlich Feinde Österreich-Ungarns, die entweder inhaftiert oder ausgewiesen wurden. Darunter waren auch die französischen Filmschaffenden, deren Ära damit zu Ende ging. Die plötzlich wegfallende Konkurrenz kam den heimischen Produzenten sehr gelegen und es entstehen neue Wochenschauen, die auf großes Publikumsinteresse stießen. Im September 1914 produzierte die Wiener Kunstfilm die erste Kriegswochenschau des Landes, das Kriegs-Journal. Als Kameraleute waren Raimund Czerny und Heinrich Findeis an den Fronten. Nach Erscheinen der ersten acht Ausgaben trat auch die Sascha-Film gemeinsam mit Philipp und Pressburger und der Oesterreichisch-Ungarischen Kinoindustrie Gesellschaft mit der Veröffentlichung der ersten Kriegswochenschau auf den Markt. Diese trug die Bezeichnung Österreichischer Kino-Wochenbericht vom nördlichen und südlichen Kriegsschauplatz. Trotz des ausschweifenden Titels hatte diese Wochenschau mehr Erfolg. 1915 wurde sie Kinematographische Kriegsberichterstattung, danach Sascha-Kriegswochenbericht bezeichnet. Parallel dazu erschien die Sascha-Meßter-Woche.

### In der Zwischenkriegszeit

Titelbild eines Beitrages von Österreich in Bild und Ton – Thema war ein von nationalsozialistischen Terroristen verübter Sprengstoffanschlag

Ab 1920 erschien im Grazer Kinovorprogramm das Steiermärkische Filmjournal von Bruno Lötsch. Den Hauptteil ihres Schaffens erbrachten sie jedoch in Österreich, wo sich Hoesch nach dem Zweiten Weltkrieg als Produzent und Regisseur von Heimatfilmen einbrachte.
Von 1931 bis 1933 erschien eine internationale Wochenschau, die von der Selenophon-Licht- und Tonbildgesellschaft mit Gustav Mayer von der Firma Hugo Engel in Koproduktion hergestellt wurde. Großteils nicht zur öffentlichen Vorführung bestimmt waren hingegen die Aufnahmen der Bundessicherheitsfilmwache, die seit 1928 öffentliche Ereignisse filmte, und die heute eine wesentliche Ergänzung zu den sonstigen zeitgenössischen Berichten und Dokumenten darstellen, so zum Beispiel die Aufnahmen vom internationalen kommunistischen Demonstrationstag 1930, 1931 die Internationale 2. Arbeiter-Olympiade und 1932 die militärtechnische Vorbereitung des Bürgerkrieges.
Ab 1933 erschien die Wochenschau Österreich in Bild und Ton als Propagandainstrument für den autoritären Ständestaat. Die Konkurrenz aus dem Ausland, vor allem aus Deutschland, war groß. Eine staatliche Förderung für Wochenschauen förderte die kontinuierliche Herstellung von Kurzfilmen und Wochenschauen für die Kinos.

### Im Nationalsozialismus
Die Wochenschau des Ständestaates wurde als OSTMARK Wochenschau weitergeführt. Ab 7. September 1939 erschien im gesamten Deutschen Reich nur noch die UFA-Tonwoche, die nach der letzten Ausgabe Nr. 510 am 12. Juni 1940 Die Deutsche Wochenschau hieß. Diese 600 bis 800 Meter, bzw. 20 bis 30 Minuten langen Wochenrückblicke wurden vom Staat gefördert, sodass Kinobesuche sehr kostengünstig waren, die sich die normale Bevölkerung auch mehrmals pro Woche leisten konnte. Die Mitarbeiter wurden speziell geschult, schließlich war die Propagandawirkung enorm wichtig für die Kriegsführung der Nationalsozialisten. Viele Filmberichterstatter kamen aus (dem ehemaligen) Österreich, einige davon kamen bei Aufnahmen an der Front ums Leben.
1942 erschien die Deutsche Wochenschau mit 1900 Kopien vor wöchentlich 20 Millionen Kinobesuchern. Die Deutsche Auslandswoche wurde in rund 1400 Kopien in 34 Sprachen in ganz Europa gezeigt. Die Zensur der Wochenschauen nahm Adolf Hitler meist selbst vor. Die letzte Deutsche Wochenschau der Nationalsozialisten erschien am 22. März 1945 als 245. Ausgabe.

### Nach dem Zweiten Weltkrieg
Die erste österreichische Wochenschau der Nachkriegszeit erschien bereits im Mai 1945, kurz nach Kriegsende. Es war die Österreichische Wochenschau, welche die Wien-Film mit noch vorhandenem Filmmaterial mehrere Ausgaben lang herstellte. Daraufhin wurde sie jedoch verboten. Die Alliierten starteten selbst Wochenschauproduktionen. So erschien von 1945 bis 1949 die von den britischen und US-amerikanischen Besatzungsmächten in Österreich gemeinsam hergestellte Wochenschau Welt im Film. Leiter war Fritz Olesko. 1949 wurde sie in MPEA Tönende Wochenschau umbenannt und erschien bis zum Besatzungsende 1955. Die Franzosen produzierten die Französische Wochenschau. Weiters erschienen die Wochenschauen Spiegel der Zeit von Karl Zieglmayer und Wir sind dabei.
Am 11. November 1949 erschien die erste Ausgabe der Austria Wochenschau, die bis Februar 1982 hergestellt wurde. Danach wurde sie in ein Kinomagazin umgestaltet und lief unter dem Namen Scope bis 1994.
Auch die Österreichische Wochenschau wurde vorübergehend wieder ins Leben gerufen. Besitzer waren dieses Mal zu 52 Prozent der Bund und zu je 24 Prozent die Kinobetreibergesellschaft Kiba der Stadt Wien und der Sascha-Filmverleih. Karl Zieglmayer wurde als erster Leiter engagiert.
Die zunehmende Konkurrenz durch das Fernsehen mit seinen Nachrichtensendungen ab den 1950ern nahm den Wochenschauen die Existenzgrundlage. Auch im Fernsehen konnten sich die Wochenschauen in ihrer bisherigen Form nicht bewähren, da Fernsehnachrichten ohnehin täglich aktuell sind. Wollte man im Fernsehen weiterbestehen, musste man sich spezialisieren. Doch auch die Austria Wochenschau, die von 1982 bis 1994 nur noch als Kinomagazin im Fernsehen lief, musste letztendlich doch aufgegeben werden.
Die letzte in Österreich existierende Wochenschau war, zumindest vom Namen her, die seit 28. Oktober 1979 sonntäglich ausgestrahlte ORF-Sendung Wochenschau. Sie war von besonderer Bedeutung für gehörlose Menschen in Österreich, da die Moderation nicht nur akustisch, sondern gleichzeitig auch in Gebärdensprache erfolgte. Bei den Nachrichtenbeiträgen selbst konnten mittels Teletext Untertitel zugeschaltet werden. Als Folge von Einsparungsmaßnahmen wurde die Wochenschau im ORF Fernsehen mit der letzten Folge am 26. Juli 2009 eingestellt.